# 2004년 로스앤젤레스 영화 비평가 협회상
제30회 로스앤젤레스 영화 비평가 협회상은 2004년 12월 11일에 발표된 시상식이다.

## 수상 및 후보

### 작품상
- 사이드웨이

### 감독상
- 사이드웨이 - 알렉산더 페인 수상

### 남우주연상
- 킨제이 보고서 - 리암 니슨 수상

### 여우주연상
- 베라 드레이크 - 이멜다 스턴톤 수상

### 남우조연상
- 사이드웨이 - 토마스 헤이든 처치 수상

### 여우조연상
- 사이드웨이 - 버지니아 매드슨 수상

### 각본상
- 사이드웨이 - 알렉산더 페인 수상
- 사이드웨이 - 짐 테일러 수상

### 촬영상
- 콜래트럴 - 디온 비베 수상
- 콜래트럴 - 폴 캐머런 수상

### 미술상
- 에비에이터 - 단테 페레티 수상

### 음악상
- 인크레더블 - 마이클 지아치노 수상

### 외국어영화상
- 연인

### 다큐멘터리상
- 꿈꾸는 카메라 - 사창가에서 태어나 - 자나 브리스키 수상
- 꿈꾸는 카메라 - 사창가에서 태어나 - 로스 카우프만 수상

### 애니메이션상
- 인크레더블 - 브래드 버드 수상
- 인크레더블 - 존 워커 수상

### 독립영화상
- 소멸하는 별빛 - 켄 제이콥스 수상

### 신인상
- 기품있는 마리아 - 조슈아 마스턴 수상
- 기품있는 마리아 - 카타리나 산디노 모레노 수상

### 공로상
- 제리 루이스 수상

### 특별공헌상
- Richard Schickel, Brian Jamieson, Warner Bros - 《지옥의 영웅들》의 복원에 대한 공로.